# Balachninskij rajon
Il Balachninskij raion (in russo Балахнинский район?) è un rajon dell'Oblast' di Nižnij Novgorod, nella Russia europea; il capoluogo è Balachna.